# Кочилівський потік
Кочилівський потік, Кочилово — потік (річка) в Україні у Воловецькому районі Закарпатської області. Ліва притока річки Жденівки (басейн Дунаю).

## Опис
Довжина потоку приблизно 6,65 км, найкоротша відстань між витоком і гирлом — 6,10  км, коефіцієнт звивистості річки — 1,09 . Формується багатьма гірськими потоками.

## Розташування
Бере початок на південно-східній схилах Буковецької (Букюської) полонини та на південно-західній стороні від гори Пікуй (1408 м). Тече переважно на південний захід і у селищі Жденієво впадає у річку Жденівку, праву притоку річки Латориці.

## Цікаві факти
- У селищі Жденієво на лівому березі потоку розташована приватна садиба «Кочилово»[2].
- Біля гирла потоку пролягає автошлях Т 0722[2].